# BMW Manufacturing Co. Spartanburg
BMW Manufacturing Company Spartanburg is een automobielassemblagefabriek van de Duitse BMW-Groep in Greer in de zuidoostelijke Amerikaanse staat South Carolina. Het is de enige fabriek van BMW in de VS en op het gehele Amerikaanse continent. Ze werd geopend op 11 juli 1994 en sindsdien uitgebreid tot meer dan 460.000 m² fabrieksruimte en 11000 werknemers. Het is BMW's op een na grootste fabriek, na die in Dingolfing.
De eerste auto die de fabriek in Spartanburg verliet was een witte 318i op 8 september 1994, 23 maanden na de eerstesteenlegging. 23 jaar later, in 2017, waren meer dan 3,9 miljoen BMW's geproduceerd. Inclusief uitbreidingen investeerde BMW €3,6 miljard in haar Amerikaanse productiesite.
Opmerkelijk aan de fabriek is dat aan een groot deel van de energiebehoefte wordt voldaan middels de verbranding van methaangas dat uit een nabijgelegen stortplaats wordt opgepompt.

## Gebouwde modellen
De fabriek voorziet in de wereldwijde vraag naar X3 en X5-modellen.
| Afbeelding | Model   | Periode                       |
| ---------- | ------- | ----------------------------- |
|            | 318i/is | september 1994–september 1996 |
|            | 318ti   | februari 1995–juli 1998       |
|            | Z3      | september 1995–september 2002 |
|            | X5      | oktober 1999+                 |
|            | Z4      | juli 2002–augustus 2008       |
|            | X6      | februari 2008+                |
|            | X3      | juli 2010+                    |
|            | X4      | maart 2014+                   |